# Historia teatru w Polsce

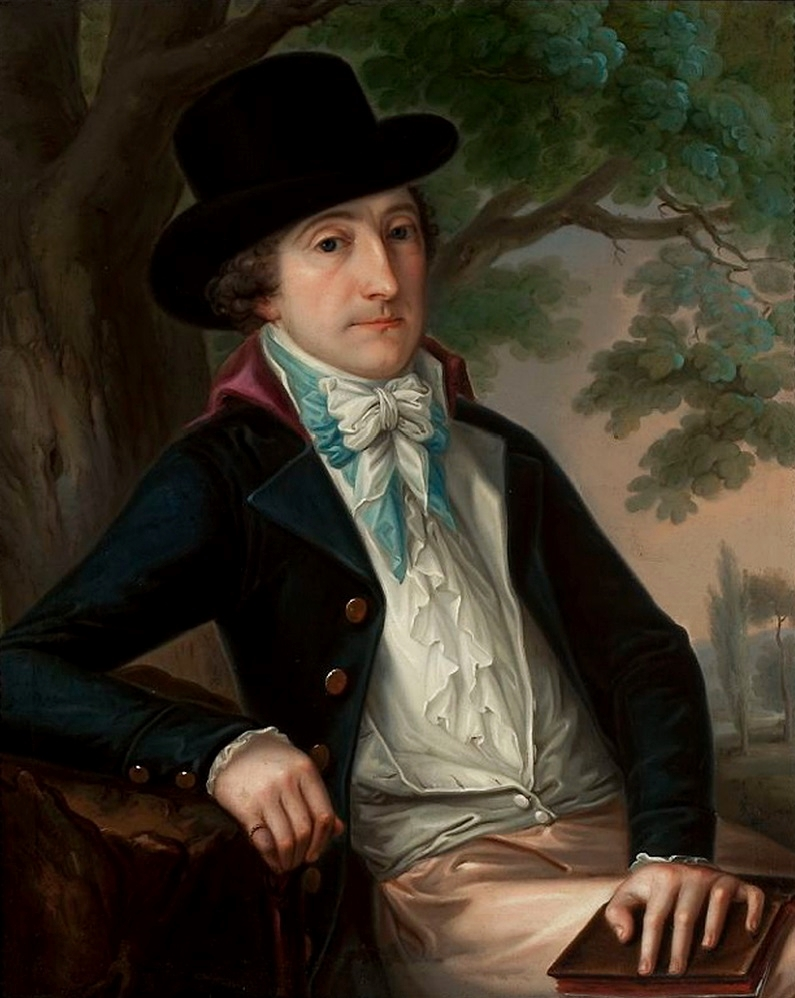
Józef Reichan, Portret Wojciecha Bogusławskiego, 1798

Historia teatru w Polsce – obejmuje rozwój sztuki teatralnej na przestrzeni lat w Polsce.

## Średniowiecze

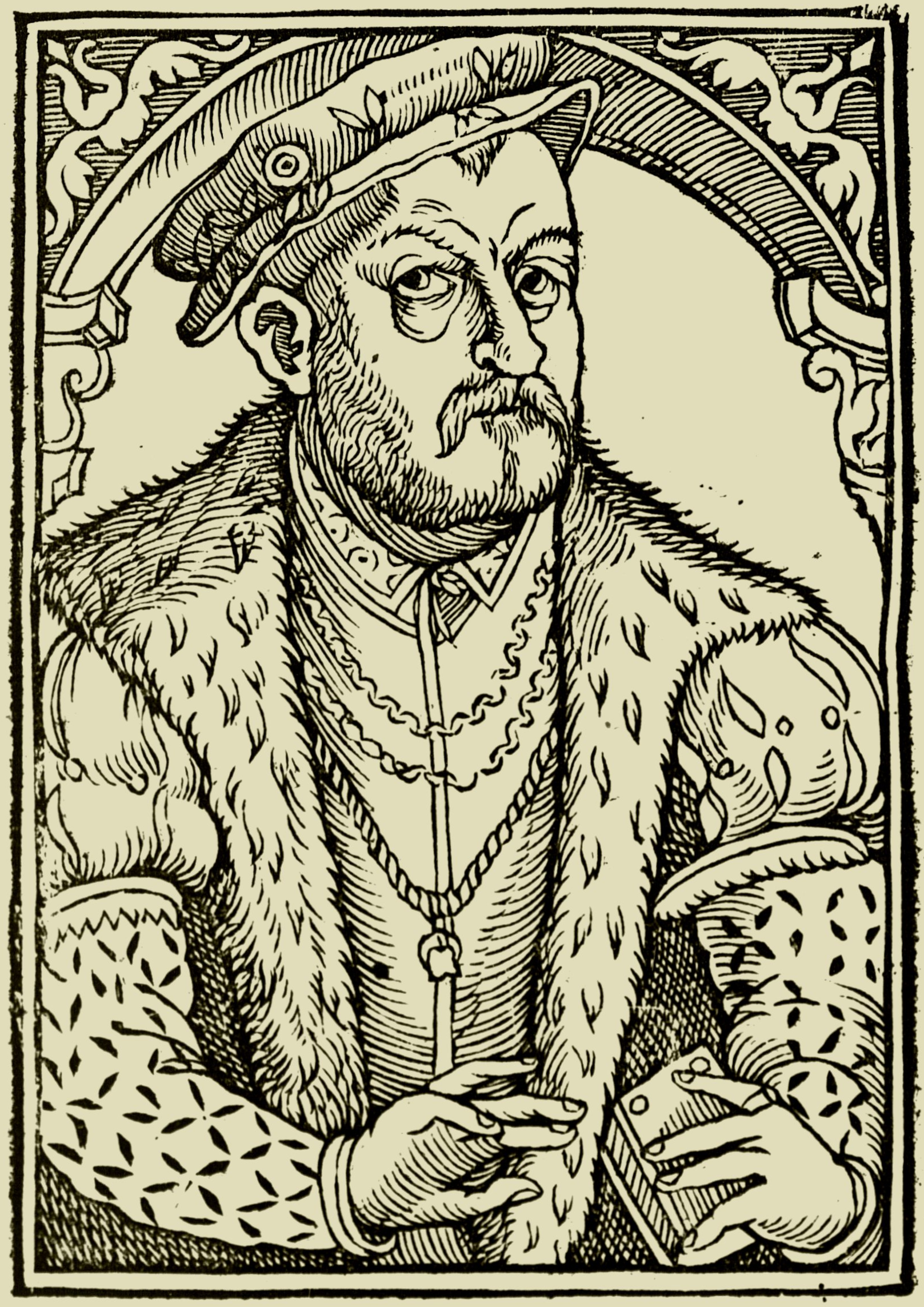
Mikołaj Rej

Początki polskiego teatru sięgają średniowiecza, w którym rozwijał się teatr religijny. Prawdopodobnie już w XII wieku pojawiły się tu dramaty liturgiczne i oficja. W zbiorze modlitw odnalezionym w Krakowie zapisane zostały scenariusze widowisk pochodzących z przełomu XII i XIII wieku – oraz dramatu liturgicznego Visitatio sepulchri (Nawiedzenie Grobu). Najstarsze zapisy łacińskie dramatyzacji liturgicznych pochodzą z XIII wieku (Processio in Ramis Palmarum) i z połowy XIII wieku (Visitatio Sepulchri, przed 1253). Najstarszym zachowanym zapisem na potrzeby widowiska obrzędowego w języku polskim jest Skarga umierającego (kopia z około 1470)
Widowiska religijne inscenizowano w kościołach, potem na placach publicznych, zapewne na scenie symultanicznej; były odgrywane przez diakonów i kleryków, z czasem przez pobożnych mieszczan i żaków.
Formy teatralne wywodziły się więc z mszy i procesji. Zapewne już w XIII wieku pojawiły się dramatyzacje liturgii Wielkiego Tygodnia (Ostatnia wieczerza, Złożenie krzyża, Podniesienie krzyża), których uczestnikami byli wyłącznie duchowni.
Wysoki poziom teatralny reprezentują oficja (najstarszym znanym polskim oficjum jest Dies adest celebris z XIII w., poświęcone św. Stanisławowi). Istotne w nich były specjalne kostiumy oraz starannie dobrane kwestie. Widowisko takie rozpoczynało się śpiewem chóru kanoników, następnie śpiewał kantor, co było odpowiednikiem starogreckiego prologu. Potem następował dialog pomiędzy duchownymi i chłopcami odgrywającymi role aniołów. W spektaklu tym brały też udział kobiety, które wcielały się w role Marii.
Rzadkie natomiast były w Polsce misteria. Istnieją nieliczne tylko dowody wystawiania tego rodzaju spektakli w XIV wieku. Przykładem jest „gra wielkanocna” (ludus Paschalis), inscenizowana w Krakowie w 1377 roku. Przypuszczalnie były one wystawiane od XV wieku (na Śląsku od XIV wieku). Za zachowany fragment misterium uważa się niekiedy tzw. Lament świętokrzyski z 2 poł. XV wieku.
W wieku XV rozpowszechniły się kolejne formy teatralne: szopki i jasełka.
Drugim nurtem rozwoju form teatralnych były widowiska prezentowane na zabawach i uroczystościach dworskich. Ich elementami były bowiem: taniec, śpiew, recytacja, melorecytacja, a także obrządki np. weselne czy pogrzebowe. W Polsce również pojawiali się waganci i histrioni (zwani gądźcami, igrcami, jokulatorami, ludarzami, łazęgami, szpilmanami bądź wiłami). Ich działalność datuje się na ziemiach polskich od XIII w. Spotykali się oni z niechęcią władz kościelnych, a czasem też świeckich, jednak była to niechęć mniejsza niż np. w Niemczech. Jakkolwiek z przychylnością władz spotykali się ci, którzy skupiali się przy dworach możnych i usługiwali im rozrywką. Artyści ci mogli przystępować do komunii, czego odmawiano wędrownym histrionom.
Ci ostatni parali się różnymi formami artystycznymi: gestem, mimiką, tańcem, akrobatyką, kuglarstwem, recytacją, opowiadaniem, śpiewem; przygotowywali też inscenizacje farsowo-satyryczne. Występowali oni w miejscach publicznych, m.in. w karczmach.
Od wieku XIV interesowano się wśród elit komedią elegijną, jednak na szerszą skalę zainteresowanie to rozwinęło się dopiero w wieku XV.

## Renesans
Rozwój teatru staropolskiego nastąpił w XVI wieku, w dobie rozkwitu odrodzenia i reformacji. Pierwszym teatrem świeckim był humanistyczny teatr studentów i profesorów Akademii Krakowskiej, w którym grano od początku XVI wieku (także na dworze królewskim) po łacinie, później (zapewne od połowy XVI wieku) także po polsku. W repertuarze znajdowały się utwory o tematyce mitologicznej (Sąd Parysa. J. Lochera). Z kształtowaniem się różnych ośrodków teatru świeckiego (szkoły, dwór królewski) zapewne wiązało się powstanie moralitetu (Żywot Józefa Mikołaja Reja, Komedyja Justyna i Konstancjej Marcina Bielskiego). W połowie XVI wieku pojawiły się popularne widowiska odgrywane głównie przez żaków z okazji świąt czy mięsopustu (z tym nurtem wiązały się Komedyja o Mięsopuście oraz Tragedyja żebracza nowo uczyniona). W 1578 roku wystawiono z inicjatywy Jana Zamoyskiego we dworze w Jazdowie pod Warszawą, w obecności Stefana Batorego, pierwszą polską tragedię renesansową, Odprawę posłów greckich Jana Kochanowskiego. Przeciwnie niż w zachodniej Europie nastąpił w Polsce rozwój widowisk misteryjnych, który trwał do XVIII wieku (pierwsze w pełni zachowane to Historyja o Chwalebnym Zmartwychwstaniu Pańskim Mikołaja z Wilkowiecka), pasyjnych i bożonarodzeniowych (z tymi ściśle związane powstanie szopki); ich różnorodne formy, nasycone bogactwem realiów obyczaju polskiego, wykorzystujące także z biegiem czasu doświadczenia i style teatru świeckiego (tzw. opera pasyjna Utarczka krwawie wojującego Boga z końca XVII wieku), ukształtowały w dużej mierze oryginalny charakter staropolskiej tradycji teatralnej. Zróżnicowane formy wytworzył rozwój komedii: od wplatanych w misteria licznych intermediów (będących w XVII wieku najpopularniejszą formą widowiska komicznego), przeróbek sztuk antycznych (Potrójny według Plauta autorstwa Piotra Cieklińskiego), po plebejską komedię rybałtowską i pozostającą w jej kręgu mięsopustną komedię graną na dworach szlacheckich (Z chłopa król Piotra Baryki) oraz parafrazy barokowej komedii włoskiej (Stanisław Herakliusz Lubomirski).

## Barok
Na początku XVII wieku pojawiły się w Polsce wędrowne zespoły angielskie (m.in. ze sztukami Szekspira) i włoskie zespoły commedia dell’arte, występujące publicznie (Gdańsk, Toruń) i na dworze królewskim (od 1611 w Warszawie). W latach 1633–1648 na dworze Władysława IV Wazy istniały stałe zespoły włoskie: operowy, komediowy i baletowy (w repertuarze tzw. dramma per musica i commedia dell’arte). W 1637 roku król zbudował na zamku warszawskim stałą scenę na wzór włoskich scen barokowych. Wpływy francuskiego klasycyzmu ujawniły się za panowań Jana II Kazimierza i Jana III Sobieskiego w amatorskich, dworskich przedstawieniach sztuk Racine’a i Moliera, a także w odegraniu 1662 po polsku, w obecności Jana Kazimierza, Cyda Corneille’a w przekładzie Jana Andrzeja Morsztyna. Szczytowy rozwój teatru królewskiego nastąpił za panowania Sasów; oprócz zespołów włoskich, operowych i commedia dell’arte, należących wówczas do najlepszych w Europie, występowały na dworze także zespoły francuskie. W 1748 August III zbudował teatr zwany Operalnią, dostępny niekiedy dla szerszej publiczności. Pierwszy stały teatr na ziemiach polskich nosił nazwę Komedialnia i został utworzony w Białymstoku. Od 2 połowy XVII wieku również magnaci (m.in. Lubomirscy herbu Szreniawa bez Krzyża, Radziwiłłowie herbu Trąby, Braniccy) zakładali w swych siedzibach sceny, wystawiając, w przeciwieństwie do teatru królewskiego, przeważnie utwory polskie, zwykle własnego autorstwa (Franciszka Urszula Radziwiłłowa, Wacław Rzewuski).
Od połowy XVII wieku do połowy XVIII wieku najpopularniejszą formą teatru były przedstawienia szkolne w kolegiach jezuickich (było ich w całej Polsce 59), pijarskich (23), a także w szkołach różnowierczych. Podstawą repertuaru były sztuki religijno-dydaktyczne w językach łacińskim i polskim (także niemieckim i ukraińskim), pisane głównie przez nauczycieli. Przedstawienia dawano niekiedy dla szerszego kręgu widzów.

## Teatr oświeceniowy
W okresie wczesnego oświecenia, w wyniku reformy Stanisława Konarskiego u pijarów, a następnie reformy u jezuitów weszły na sceny szkolne tragedie i komedie francuskie klasyków, wystawiane w oryginale i przeróbkach polskich, a także polskie utwory propagujące reformy polityczne (u pijarów np. Tragedia Epaminondy Konarskiego) oraz naprawę obyczajów (u jezuitów tzw. komedie konwiktowe Franciszka Bohomolca).

### Teatr Augusta III
W dobie wczesnego oświecenia polskiego, datowanej na lata ok. 1730–1764, zauważalny był stopniowy zanik staropolskiego dramatu zarówno na dworach, jak i poza nimi. Ożywienie w życiu teatralnym nastąpiło za czasów panowania Augusta III. W teatrze tego władcy grywano sztuki w językach obcych wystawiane przez włoskie trupy aktorskie (August III nie lubił teatru francuskiego). Co godne uwagi, aktorzy ci prezentowali bieżący repertuar teatrów Europy, gdzie postęp nastąpił już wcześniej. Najbardziej znani europejscy dramatopisarze popularni w tej epoce to Molier, Racine i Corneille, wystawiano też dzieła pisarzy pomolierowskich. Przygotowywano spektakle komedii dell’arte, operowe (o czym szerzej wyżej) i baletowe. Wystawiano także dramaty misteryjne, które odrodziły się dzięki licznym kantatom i oratoriom wykonywanym w kaplicy zamkowej przez śpiewaków. Były to utwory z tekstami Pietra Metastasia oraz muzyką najwybitniejszych kompozytorów (m.in. J.S. Bacha i Haendla).

### Teatry magnackie
Kolejną dziedziną życia teatralnego w oświeceniu są tzw. teatry magnackie. Ich rozwój był możliwy dzięki zainteresowaniom magnatów, którzy mieli możliwości finansowe, by zakładać takie instytucje i wyposażyć w odpowiedni sprzęt oraz sprowadzić zagranicznych aktorów. W czasach saskich funkcjonowało 10 takich teatrów, m.in. w latach 1725–27 Teodor Józef Lubomirski wystawiał w Krakowie opery włoskie, po roku 1749 w rezydencjach hetmana Jana Klemensa Branickiego (Teatr Komedialnia został założony w 1748 roku, 17 lat przed powstaniem Teatru Narodowego w Warszawie. W gmachu, który nie dotrwał do naszych czasów znajdowały się loże i obszerna scena z piękną kurtyną namalowaną przez Mirysa. Teatr posiadał bibliotekę. Komedialnia miała własną orkiestrę, balet, a w operach występowali sławni artyści z Wiednia, Wenecji i Rzymu.), Franciszka Salezego Potockiego (w Krystynopolu w 1761) oraz innych występowały zawodowe zespoły operowo-baletowe. Ważne były też sceny dworskie Urszuli Radziwiłłowej i Wacława Rzewuskiego, gdzie wystawiano sztuki polskie, autorstwa samych właścicieli, a wykonawcami byli Polacy, Francuzi i Włosi.
Dla rozwoju tego nurtu teatralnego istotna była wzmożona działalność przekładowa. Uprawiali ją m.in. Jan Andrzej Załuski i Józef Epifani Minasowicz. Dużą popularnością cieszyły się początkowo tragedie (m.in. Rzym wybawiony), jednak wkrótce sympatia dla tego gatunku wygasła. Wystawiano więc utwory religijne (podobne do dawnych misteriów), w tym tzw. „melodramy” (m.in. Męka Chrystusa Pana, Izaak, Pan Zbawiciel w Starym Testamencie figurujący, Św. Helena na Górze Kalwarii – autorstwa Metastasia; Józef przez swych braci zaprzedany, Tragedia (...) o Sądzie Ostatecznym). Utwory te miały rozbudowane didaskalia, często nawiązywały poetyką do staropolskich pieśni religijnych.
Wspomniany teatr Radziwiłłów działał w Nieświeżu prawdopodobnie od 1746 roku, a być może już wcześniej. Główną dostarczycielką repertuaru była sama księżna Urszula Radziwiłłowa z Wiśniowieckich. Na scenie występowali domownicy oraz kadeci Szkoły Rycerskiej i studenci kolegium jezuickiego. Teatr ten miał w dużej mierze charakter amatorski. Wiele utworów było prymitywnych zarówno w budowie, jak i w treści. Zdarzały się misteria, tragedie martyrologiczne, utwory zbliżone do francuskiej opery-baletu, a obok nich komedie Moliera czy po prostu udramatyzowane bajki. Obowiązywał jednak duch klasycystycznych konstrukcji.
Rzewuski był jednym z najwybitniejszych dramatopisarzy w swoich czasach. W swej rezydencji w Podhorce zbudował salę teatralną. Wystawiano tam w latach 1754–67 przedstawienia trup wędrownych oraz stałego zespołu amatorskiego, który działał w pałacu. Źródła poświadczają wystawianie w teatrze tym utworów Rzewuskiego (komedie Natręt i Dziwak, tragedie Żółkiewski i Władysław pod Warną), dalszy repertuar nie jest znany.
Tragedie są oparte na klasycznej zasadzie trzech jedności i są bardzo schematyczne (konflikt i jego rozwiązanie znane od początku utworu). Postacie są o zdecydowanym charakterze (czarny / biały charakter wodza, rycerz, amantka) symetrycznie skontrastowane. Ładnie zbudowane są dialogi i monologi (eleganckie frazy, klasyczny 13-zgłoskowiec).
Podobnie zbudowane są komedie, których postacie są zawsze wyraźnie skontrastowane. Niedostatki formy zakrywa piękna forma literacka.

### Teatr szkolny
Najstarszą sceną szkolną jest scena jezuicka. Formy teatralne wystawiane na niej w początkowym okresie są ubogie pod względem konstrukcji dramatycznej. Istotne są w nich dydaktyka i przesłanie moralne płynące z utworów (zwycięstwo dobra nad złem, nieunikniona kara za grzechy itp.). Wystawiano tam dramaty pseudohistoryczne i biblijne, tragedie martyrologiczne (do XVIII w.) z wątkami hagiograficznymi, spektakle przypominające dawne misteria, formy podobne do opery.
Z czasem jezuici zreformowali teatr szkolny, skłaniając się ku utworom świeckim. Nową formę komedii stworzył Franciszek Bohomolec, dokonując laicyzacji tego rodzaju teatru. Od 1753 roku wystawił on 25 sztuk na scenie kolegium. Były to głównie adaptacje (przeróbki) utworów autorstwa innych jezuitów. Wprowadzał do sztuk tych własne modyfikacje i samodzielne dodatki, czerpiąc z osiągnięć Goldoniego, Plauta, Moliera, autorów Théâtre Italien i innych. Usunął z dzieł tych niektóre postacie (przede wszystkim kobiece).
Oprócz jezuitów działali też teatyni warszawscy, wystawiając dzieła operowe, oraz pijarzy, którzy realizowali spektakle o tematyce patriotycznej.

## XIX Wiek
Stanisław Wyspiański mógł dokonać inscenizacji zarówno swojego Wesela, jak i Dziadów Adama Mickiewicza. Uczniami tego artysty byli m.in. Leon Schiller, Juliusz Osterwa i Arnold Szyfman. Podróżowali oni po całej Europie, znali też świetnie teatr rosyjski.

## II Rzeczpospolita
Podczas I wojny światowej nastąpił rozpad imperiów i dzięki temu cenzura znacznie zelżała. Rozwojowi teatru polskiego sprzyjały niewątpliwie świeżo odzyskane po wojnie wolność i niepodległość.
Pod koniec 1938 r. działały 32 zawodowe teatry w 16 miastach.

## PRL
Początki teatru powojennego nie różniły się zbytnio od osiągnięć przedwojennych. Było to możliwe dzięki temu, że tworzyli go na ogół ci sami ludzie. W repertuarze dominowały komedie (np. Król włóczęgów, Zemsta). Jednak wraz z rozwojem techniki rolę kształtowania wrażliwości widza stopniowo odbierały teatrowi film i telewizja. W wyniku tego teatr stawał się jeszcze bardziej rozrywką elit. Realizowane w nim spektakle są przygotowywane często głównie w celach komercyjnych (widoczne jest to w doborze repertuaru i obsady).

### Lata 1945–1948
Podczas II wojny światowej zginęło wielu wybitnych twórców, kilkadziesiąt gmachów zostało zburzonych, pozostałe zaś nie nadawały się do użytku. Jednakże na terenach, z których zostali wyparci Niemcy, natychmiast powstawały zespoły teatralne. Już w sierpniu 1944 roku w Lublinie otwarty został Teatr Zespołu Aktorskiego. Premierą inauguracyjną była Moralność pani Dulskiej Gabrieli Zapolskiej. Szybko pracę rozpoczęły: Teatr Miasta Stołecznego Warszawy, Teatr im. Słowackiego i Stary Teatr im. Heleny Modrzejewskiej w Krakowie, Teatr im. Wyspiańskiego w Katowicach, teatr w Jeleniej Górze, scena we Wrocławiu, Teatr Wybrzeże w Gdyni i Teatr Polski w Warszawie. Do końca 1946 roku otwarto czterdzieści teatrów dramatycznych, pięć scen operowych, osiem wodewilowych, dwadzieścia osiem teatrów dla widowni dziecięcej i młodzieżowej. W styczniu 1945 roku zaczęła działać warszawska Miejska Szkoła Dramatyczna pod kierunkiem Janusza Strachockiego.
Następnie powstały podobne szkoły w Krakowie, Lublinie, Łodzi. W 1946 roku utworzono Państwową Wyższą Szkołę Teatralną w Warszawie (początkowo z tymczasową siedzibą w Łodzi).
W latach 1945–1948 toczyły się dyskusje nad repertuarem teatrów. Niektórzy twórcy byli zdania, że nadszedł czas wielkiej dramaturgii narodowej. Jednakże dramaturgia ta, głównie repertuar romantyczny, wydawała się władzom zbyt podejrzana. Pod ostrzałem znalazły się Dziady Mickiewicza, dramaty mistyczne Słowackiego, większość sztuk Wyspiańskiego jak i utwory Fredry. Krytykowano także klasykę obcą. Podczas Festiwalu Szekspirowskiego, który odbył się w 1947 roku, nie pokazano żadnego dramatu analizującego mechanizmy władzy.
W okresie tym wystawiono około stu napisanych po wojnie dramatów. Jednak poziom większości z nich był niski. Do najbardziej interesujących należały m.in. Powrót syna marnotrawnego Romana Brandstaettera, Orfeusz
Anny Świrszczyńskiej, Mąż doskonały, Rozdroże miłości Jerzego Zawieyskiego, a przede wszystkim Dwa teatry Jerzego Szaniawskiego. I te dramaty budziły zastrzeżenia władz. Najgłośniejszy, spośród uznanych za słuszne, był Stary dworek Adama Ważyka.
Twórcami najważniejszych spektakli tego okresu byli artyści znani już w dwudziestoleciu: Juliusz Osterwa, Wilam Horzyca, Edmund Wierciński, Iwo Gall, Leon Schiller i inni.

### Lata 1949-1955
W czerwcu 1949 roku w Oborach odbyła się I Krajowa Narada Teatralna, podczas której proklamowano w polskim teatrze realizm socjalistyczny. Od tej pory utwory miały opierać swą formę na klasycznych wzorcach dziewiętnastowiecznej literatury realistycznej. Miały ukazywać rzeczywistość pojmowaną ideologicznie. Kluczowym pojęciem stała się „typowość”. W latach tych zaprezentowano około stu prapremier nowych dramatów polskich. W 1951 roku odbył się finał Festiwalu Polskich Sztuk Współczesnych, na którym królowały produkcyjniaki. Powstawało też wiele sztuk historycznych. Te, które dotyczyły czasów dawniejszych, poświęcone były uciskanym chłopom. Natomiast dramaty dotyczące historii najnowszej, rozgrywały się w czasach II wojny światowej.
Dramaturgię obcą reprezentowały przede wszystkim sztuki z krajów socjalistycznych. W latach 1950–1954 na scenach polskich wystawiono jedynie sześć współczesnych pozycji zachodnich. Coraz bardziej obserwowana była klasyka polska. Chętnym okiem spoglądano na premiery Zapolskiej, Pierzyńskiego, Blizińskiego, Bałuckiego, Niemcewicza. Ludzie teatru próbowali czasami neutralizować w sztukach klasycznych elementy najbardziej drażniące ideologów i tak np. w wyreżyserowanej w 1953 roku przez Aleksandra Bardiniegego Balladynie tytułowa bohaterka, zamiast zginąć od pioruna, padała rażona atakiem serca.